# It Ain't Me
"It Ain't Me" là một bài hát của DJ người Na Uy Kygo và nữ ca sĩ người Mỹ Selena Gomez. Bài hát được phát hành bởi Interscope và Ultra vào ngày 17 tháng 2 năm 2017 dưới dạng đĩa đơn mở đường cho đĩa mở rộng đầu tay của Kygo, Stargazing (2017). Bài hát được viết bởi Kygo, Gomez, Andrew Watt, Brian Lee và Ali Tamposi; sản xuất bởi Kygo, Watt, Ben Rice và Louis Bell.
Bài hát mở đầu tại vị trí quán quân tại Na Uy, ngoài ra còn đạt top 5 tại Australia, Áo, Bỉ, Canada, Cộng hòa Séc, Đan Mạch, Phần Lan, Đức, Ireland, Hà Lan, New Zealand, Bồ Đào Nha, Slovakia, Thụy Điển và Thụy Sĩ; top 10 tại Pháp, Hungary, Italy, Ba Lan, Tây Ban Nha, Anh Quốc và Hoa Kỳ.

## Danh sách bài hát
- Digital download[1]

1. "It Ain't Me" – 3:40

- Digital download – Tiësto's AFTR:HRS Remix[2]

1. "It Ain't Me" (Tiësto's AFTR:HRS Remix) – 3:12

## Xếp hạng
| Bảng xếp hạng (2017)                            | Vị trí cao nhất |
| ----------------------------------------------- | --------------- |
| Argentina Anglo (Monitor Latino)                | 16              |
| Úc (ARIA)                                       | 4               |
| Áo (Ö3 Austria Top 40)                          | 2               |
| Bỉ (Ultratop 50 Flanders)                       | 4               |
| Bỉ (Ultratop 50 Wallonia)                       | 3               |
| Canada (Canadian Hot 100)                       | 2               |
| Canada CHR/Top 40 (Billboard)                   | 2               |
| Canada Hot AC (Billboard)                       | 20              |
| Colombia (Monitor Latino)                       | 4               |
| Croatia (HRT)                                   | 1               |
| Cộng hòa Séc (Rádio Top 100)                    | 26              |
| Cộng hòa Séc (Singles Digitál Top 100)          | 3               |
| Denmark (Tracklisten)                           | 2               |
| Ecuador (Monitor Latino)                        | 3               |
| Euro Digital Songs (Billboard)                  | 5               |
| Phần Lan (Suomen virallinen lista)              | 3               |
| France (SNEP)                                   | 8               |
| Trường songid là BẮT BUỘC CHO BẢNG XẾP HẠNG ĐỨC | 2               |
| Germany (Airplay Chart)                         | 2               |
| Greece Digital Songs (Billboard)                | 4               |
| Hungary (Rádiós Top 40)                         | 2               |
| Hungary (Single Top 40)                         | 7               |
| Ireland (IRMA)                                  | 2               |
| Italy (FIMI)                                    | 8               |
| Latvia (Latvijas Top 40)                        | 4               |
| Lebanon (The Official Lebanese Top 20)          | 1               |
| Luxembourg Digital Songs (Billboard)            | 4               |
| Mexico Airplay (Billboard)                      | 6               |
| Mexico Ingles Airplay (Billboard)               | 2               |
| Hà Lan (Dutch Top 40)                           | 2               |
| Hà Lan (Single Top 100)                         | 3               |
| New Zealand (Recorded Music NZ)                 | 3               |
| Na Uy (VG-lista)                                | 1               |
| Ba Lan (Polish Airplay Top 100)                 | 8               |
| Bồ Đào Nha (AFP)                                | 4               |
| Scotland (OCC)                                  | 3               |
| Slovakia (Rádio Top 100)                        | 30              |
| Slovakia (Singles Digitál Top 100)              | 2               |
| Slovenia (SloTop50)                             | 7               |
| Tây Ban Nha (PROMUSICAE)                        | 6               |
| Sweden (Sverigetopplistan)                      | 2               |
| Thụy Sĩ (Schweizer Hitparade)                   | 3               |
| Anh Quốc (OCC)                                  | 7               |
| Anh Quốc Dance (OCC)                            | 2               |
| US Billboard Hot 100                            | 10              |
| US Adult Top 40 (Billboard)                     | 21              |
| US Dance/Electronic Songs (Billboard)           | 2               |
| Hoa Kỳ Dance Club Songs (Billboard)             | 11              |
| US Mainstream Top 40 (Billboard)                | 4               |
| US Rhythmic (Billboard)                         | 21              |
| Venezuela English (Record Report)               | 2               |

## Chứng nhận
| Quốc gia | Chứng nhận | Số đơn vị/doanh số chứng nhận |
| --- | ---------- | ----------------------------- |
| Úc (ARIA) | Bạch kim   | 70.000‡                       |
| Áo (IFPI Áo) | Vàng       | 15.000‡                       |
| Bỉ (BEA) | Vàng       | 0‡                            |
| Đan Mạch (IFPI Đan Mạch) | Vàng       | 45.000‡                       |
| Pháp (SNEP) | Vàng       | 66.666‡                       |
| Ý (FIMI) | Bạch kim   | 50.000‡                       |
| New Zealand (RMNZ) | Vàng       | 15.000‡                       |
| Tây Ban Nha (PROMUSICAE) | Bạch kim   | 40.000‡                       |
| Anh Quốc (BPI) | Vàng       | 400.000‡                      |
| * Chứng nhận dựa theo doanh số tiêu thụ. ^ Chứng nhận dựa theo doanh số nhập hàng. ‡ Chứng nhận dựa theo doanh số tiêu thụ và phát trực tuyến. |            |                               |

## Lịch sử phát hành
| Khu vực  | Ngày                | Định dạng                             | Nhãn             | Ref.  |
| -------- | ------------------- | ------------------------------------- | ---------------- | ----- |
| Toàn cầu | 17 tháng 2 năm 2017 | Tải nhạc số                           | Interscope Ultra | [ 1 ] |
| Toàn cầu | 7 tháng 4 năm 2017  | Tải nhạc số – Tiësto's AFTR:HRS Remix | Interscope Ultra | [ 2 ] |